# 大切列梅利
51°32′41″N 27°0′0″E / 51.54472°N 27.00000°E
大切列梅利（烏克蘭語：Великий Черемель），是烏克蘭西北部的村莊，隸屬里夫內州的薩爾內區。該村始建於1965年，面積0.58平方公里，海拔高度150米，2001年人口154，人口密度每平方公里265.5人。